# Импрессионизм и проблемы картины
«Импрессионизм и проблемы картины» — доклад, прочитанный советским искусствоведом Николаем Николаевичем Пуниным 13 апреля 1946 года в Ленинградском Союзе советских художников в рамках т. н. «творческих пятниц».

## Предыстория
Доклад «Импрессионизм и проблемы картины» был прочитан Н. Н. Пуниным 13 апреля 1946 года в Ленинградском Союзе советских художников в рамках так называемых «творческих пятниц». Обсуждение и дискуссия по докладу прошли там же 26 апреля и 3 мая 1946 года.
В 1945—1947 годах дискуссии и обсуждения в ЛССХ с участием художников и искусствоведов в рамках т. н. «творческих пятниц» проходили регулярно. Их отличали активность участников, широта поднимаемых тем, острота полемики. Их темой были не только вопросы творчества и истории искусства, но и текущая жизнь Союза, подготовка к выставкам, условия жизни и быта художников, распределение заказов и другие. Н. Пунин был одним из активных участников этих обсуждений. Годом ранее он остро выступил в ЛССХ на обсуждении выставки этюда, а летом 1946 года на обсуждении персональной выставки художника В. А. Гринберга.
Первые послевоенные ленинградские выставки вызвали разочарование и критику у многих художников, которые считали их преждевременными, ссылаясь на недостаточный уровень экспонированных работ. Об известной «растерянности» (выражение Г. Г. Ряжского) художников говорилось, в частности, при обсуждении подготовки к Всесоюзной выставке 1945 года. Перед многими, в том числе, опытными мастерами, остро встала проблема поиска картинной формы для воплощения темы современности, подвига и испытаний народа в войне. В поисках такой формы художники обращались к опыту выдающихся мастеров прошлых эпох, русских и западноевропейских. Именно этими потребностями было продиктовано приглашение Н. Пунина, знатока западноевропейского искусства, выступить с докладом по проблемам современной картины перед членами ЛССХ.

## Доклад
Поставив в названии доклада на первое место слово «импрессионизм», Пунин не мог не остановиться подробно на этом явлении и не дать своих пояснений. «Я имею в виду показать, — говорил он, — что импрессионизм не есть система, что никакого канона художники здесь не слагали, что у них были самые простые задачи: быть искренними и быть современными».
Остановившись на происхождении термина «импрессионизм», Пунин так подытожил эту часть своего доклада перед членами ЛССХ: «Итак, это было содружество людей, не связанных ни программой, ни традицией, ни проблематикой, а только главным образом единством чувства современности и желанием быть искренними и говорить с современниками о современном».

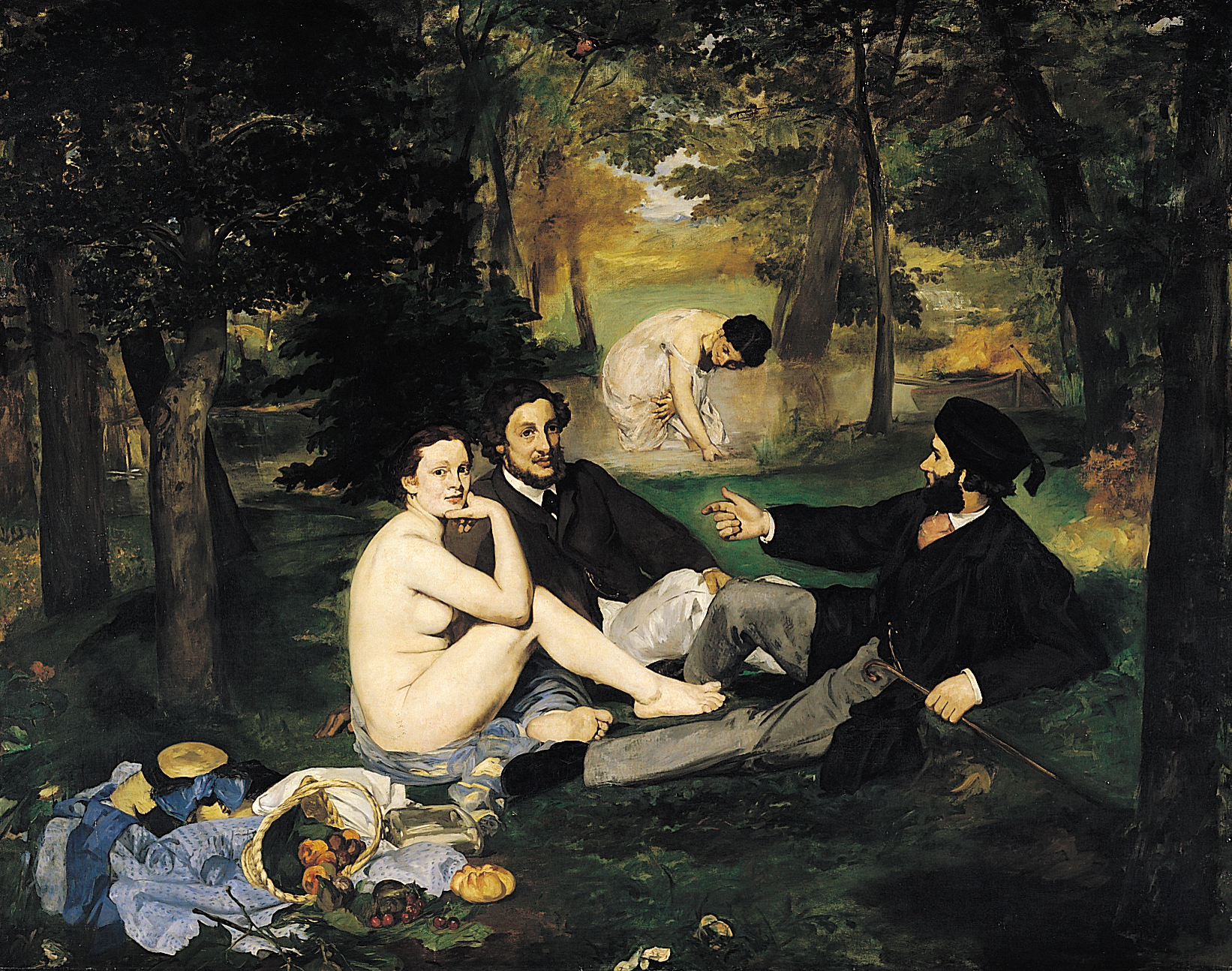
Э. Мане. Завтрак на траве. 1863

Основная часть сообщения Н. Пунина была посвящена истории импрессионизма и разбору отдельных произведений его ведущих представителей. Н. Пунин утверждал, что импрессионисты разрушили старый канон построения картины, предложив взамен новую систему, и что эта система на сегодняшний день является последним и высшим словом в искусстве живописи, а потому должна быть взята за основу и образец советскими художниками. При этом докладчик оговорился, что проблема картины, прежде всего, есть проблема историческая. По мнению докладчика, не существует понятия картины в одинаковой мере обязательного как для эпохи Возрождения, для барокко, так и для 18 и 19 веков. В этом смысле «понятие о картине, самом строении картины эволюционизирует, как и всё».
В докладе Пунин не касался успехов или неудач современных художников, не давал разбора тенденций в советской или европейской живописи. Эта часть сообщения, которая по ожиданиям слушателей, должна была стать основной, свелась к нескольким общим соображениям. В частности, докладчик остановился на отличии картины от этюда, а также на некоторых отличительных особенностях современной картины.
«Картина, — говорил Пунин, — если это действительно картина, а не халтура, всегда в своём замысле должна быть итогом, результатом целого ряда ощущений жизни художника. Так всегда мастера и приступали к картине. Только после того, как созреет цепь ощущений, цепь личных биографических или общественных переживаний, …тогда нарождается подлинно творческий замысел. В этом смысле картина — итог, нечто собирательное по отношению к художнику, в котором выражена совокупность, цепь моментов, пережитых художником и подведших его к этому итогу, то есть картина в этом смысле диаметрально противоположна этюду. … Этюд это случай, мотив для картины, эпизод, а не совокупность переживаний художника. Тут самым решительным образом решение картины отличается от этюда».
«Мне думается, — подытожил Н. Пунин эту часть своего выступления, — что одним из характерных признаков картины в наше время должно быть одно положение … всякое событие, которое находит место на холсте, чтобы стать картиной, должно быть увидено как картина».
В заключении доклада Н. Пунин остановился на одной особенности картины, которую он охарактеризовал как «напряжённость зрительного поля холста», являющуюся, по его убеждению, «одним из самых существенных показателей современного понимания картинного построения». Позднее уже в ходе обсуждения доклада 3 мая Н. Пунин так пояснил эту свою мысль: «… совершенно очевидно, что живописное напряжение Тициана меньше, чем Эдуарда Манэ. А отсюда естественно сделать вывод, который сводится к тому, что обойти это новое рождение живописной картины, которая освободила живописную стихию в человеке с гораздо большей интенсивностью, чем это когда-либо было возможно, нельзя. Это есть то, мимо чего никто из современников пройти не может».

## Обсуждение
Обсуждение доклада проходило 26 апреля и 3 мая 1946 года. В нём приняли участие искусствовед С. Коровкевич, художники В. А. Серов, В. В. Пакулин, М. Д. Натаревич и другие.
Так, в начале обсуждения искусствовед С. Коровкевич упрекнула докладчика в том, что он «ничего не прибавил к нашему пониманию импрессионизма» и «мало развил то, что не было сделано до сих пор».
Из выступивших наиболее обстоятельной критике положения доклада подверг В. А. Серов. Свою позицию в отношении импрессионизма как современной системы картинного построения он определил так: «Если говорить об импрессионистах, как о художниках сегодняшнего дня, как о художниках современных в нашем понимании этого слова, это значит совершать очень серьёзную ошибку».
Возражая докладчику, В. Серов далее заметил: «Мы зря ломаем копья, когда говорим, что импрессионизм разрушил картину в классическом понимании. Импрессионизм действительно не признавал строить картину, сочинять картину. Появилось понятие создания произведения на основе прямого впечатления, которое оставляет природа, человек и т. д. и т. п. В конце концов, страшного в этом ничего нет. Это законное явление для импрессионизма. И сейчас спорить на тему о том, можно ли импрессионизм притащить за уши в наши понятия и на этой основе строить картину — спор бесплодный и никому не нужный по своей необычайной очевидности. Тянуть импрессионизм сюда, чтобы сделать его основой, на которой мы будем строить картину, просто бессмысленно».

А. Н. Самохвалов. Метростроевка со сверлом. 1937

По мнению В. Серова, стоило бы поговорить о том, как достижения импрессионизма должны быть в какой-то мере использованы, приложены к той практике, которою современные художники должны пользоваться. «Ведь не надо забывать, что замечательные понятия, скажем, тот же пленэр, ею открытые, это огромные достижения импрессионизма. Я не говорю об Александре Иванове, который оказался предтечей этого, но наиболее широко эту проблему поставили импрессионисты.» В то же время Серов заметил, что, «если взять художественное мировоззрение этих блестящих художников, оно от нас стоит очень далеко».
В. Серов далее поддержал высказывание художника М. Натаревича о том, что образцы Возрождения, образы более отдалённых эпох для него сегодня ближе, чем импрессионизм. «С известной точки зрения он прав. А именно: те огромные задачи, огромную общественную ответственность, которую чувствовали художники, с особой яркостью выражены у художников Возрождения. Они не только изображали мир, как они его видели, не только впечатление от видимого им хотелось изобразить, а дать в своих художественных образах человека, показать его величие, величие его духа».
На это взявший слово Н. Пунин заметил: «М. Натаревич высказал мысль, что, переходя от классических зал Эрмитажа к залам 19–20 веков, мы чувствуем мельчание. Мне кажется, что мысль очень реакционная. Что значит „мельчание“? Эпохи? Людей? Я в этом вопросе не компетентен, это вопрос историка культуры. Я не хочу делать импрессионистов ответственными за кризис капитализма и те мировые трагедии, которые случились на их глазах. Но если мы будем говорить об искусстве, то вряд ли мы имеем основание думать, что при переходе от классических зал к залам современным, мы будем ощущать это мельчание».
Выступивший художник В. Пакулин заметил по поводу обращения к традициям в связи с задачами современной картины: «Все формы взяты напрокат. Сегодня об этом нужно сказать полным голосом и я с вашего позволения это сделал… Всякое использование традиций напрокат это есть не использование традиций, а есть приспособленчество, а всякое приспособленчество в искусстве не даёт утверждения нашего времени в искусстве. А мы этого требуем. И оно утвердится только настоящей формой, достойной нашего времени».
В. Серов остановился и на той части доклада Н. Пунина, где тот говорил о задаче импрессионистов «быть искренними и быть современными». «Возьмём наше время. Николай Николаевич призывает к искренности. Замечательный лозунг, который должен быть принят всеми художниками. Что значит в нашем понятии искренность? Скажем, я ничего другого в наше время не вижу, кроме зелёного цветочка, который растёт здесь, вот этого ковра и ботинка товарища, который сидит передо мною. Я любуюсь этим явлением… Очень хорошо. Любуйся. Я искренен. Пожалуйста, занимайся этой искренностью. Другого очень интересует то, что он выходит на природу и видит марево солнечного, раскалённого дня. Это его потрясает. Он хочет искренне писать эту вещь. Пожалуйста, иди и пиши. Но разве только этим определяется современный советский художник? Представьте себе, что искренность наша определяется куском зрения, которое попало в мой левый глаз — будем ли мы художниками современниками? Мне кажется, что нет. Даже если мы очень правдиво изобразим этот маленький мир, который попадает в наше поле зрения».
Далее В. Серов остановился на проблеме современности в искусстве, напомнив об испытаниях, вынесенных в войну, и задачах послевоенной пятилетки. «Вдумайтесь в этот этап. Мои впечатления от пятилетнего плана могут складываться таким образом: вот лежит передо мной кусок газеты, оторванный на закурку. Это одно впечатление. И второе впечатление — я знаю, что в пятилетнем плане запроектировано значительное улучшение бытовых условий, карточки на хлеб отменяются в этом году. Наконец, могу представить себе грандиозные человеческие усилия для того, чтобы превратить нашу страну в передовую страну за невиданный срок, в который могут это сделать люди особой закалки… Таким образом, впечатления могут быть разные. Я могу изобразить порванную газету с пятилетним планом, и я могу представить эти огромные человеческие усилия во время войны и сейчас … Но это будет не только то, что я видел, это будет выражением не только моих зрительных ощущений…».
На что Н. Пунин, взяв слово, заметил: «Все мы, безусловно, в силу исторической необходимости, передовые люди Европы, но сказать, что у нас передовое искусство мы не можем».
«У меня такое ощущение, — продолжал В. Серов, — что Николай Николаевич тянет нас немного обратно. — Товарищи, не надо очень много знать, выбросьте из головы то, что вы знаете, будьте искренни! Ничего не знайте, плюньте на то, что было за спиной, а смотрите как дети с открытыми глазами на мир, будьте искренни и тогда вы создадите замечательное искусство. Из этого соображения он опорочил, в известной мере, и анатомию и перспективу. Николай Николаевич правильно говорил о культуре нового времени. Мы, люди нового времени, должны взять всё, что ценного в старой культуре. И вдруг, великолепные достижения прошлых эпох мы должны выбросить в угоду тому, что мы должны только почувствовать, только увидеть».
Отвечая на этот упрёк, Н. Пунин сказал, что перспектива вещь очень хорошая, как и анатомия, и когда-то это помогло раскрыть свой этап в искусстве, в тех условиях, в которых это было исторически возможно. Но сейчас эти основы старого классического искусства, по его мнению, «не совсем, может быть, активны, они мало что дают, они нас не устраивают в смысле создания картины потому, что те новые принципы, которые открылись со времени импрессионистов на почве раскрытия стихии живописи, абсолютно обязательны для всех. Эти „леса“ не так нужны, это не абсолютная ценность, которая нам была бы безусловно нужна».
По поводу требования «абсолютной обязательности для всех» В. Серов заметил, что, говоря об импрессионизме, мы говорим о замечательном течении в изобразительном искусстве, о великолепных художниках, которые сказали своё слово в своё время. И нам каждое новое слово нужно использовать, но мы «не должны потворствовать этому последнему слову». С почётом снимая шапку перед этими великолепными произведениями художников, как одним из проявлений ушедшего искусства, беря то, что нам кажется необходимым, мы строить должны своё искусство. «Долго ещё мы будем делать большие ошибки в этом направлении, — заключил В. Серов, — но мы не имеем никакого права сбросить со счетов огромный опыт, который накоплен сотнями лет только потому, что существует опыт художников, непосредственно перед нами бывших.»
Отвечая В. Серову по поводу пятилетнего плана и задач художников, Н. Пунин сказал: « Я уверен, что Владимир Александрович, как и огромное большинство присутствующих, воспринимают пятилетний план, как грандиозные усилия людей и мало кто скажет, что это сомнительно. Но дело не в этом, а в том, чтобы было современное искусство, соответствующее этому пятилетнему плану. И тут почти нет людей, которые, так или иначе, могли бы констатировать, что мы действительно имеем современное нам искусство. Владимир Александрович как бы стирает идею прогресса, всё, мол, хорошо, но это есть та беспринципность, которая не должна быть достоянием современного человека. Не всё, что угодно, а бери то, что может способствовать рождению искусства, того нового чувства искусства, которое было бы адекватно нашим человеческим чувствам. И в этом смысле вовсе не безразличны традиции, совсем нельзя смотреть так, что хочу, воспользуюсь Ренессансом, хочу, воспользуюсь барокко. Этого нельзя себе представить. Из этого и получается то, что имеем в нашем искусстве — какой-то эклектизм. При такой установке так и получается, потому что сегодня вы возьмёте Перова, затем Леонардо да Винчи, потом Тинторетто, каждый раз будете брать новую форму. Но это называется некритическим выбором наследия. Традиции нужно выбирать. Для этого нужно иметь принцип выбора, а принцип выбора диктует нам общий прогресс художественной культуры и в этом смысле импрессионисты играют чрезвычайно существенную роль. Они действительно диалектически меняли старые представления о картине, показав, какие возможности имеет искусство на почве всё более и более уплотняющегося живописного чувства. И наше дело, раз этот путь открыт, этим путём идти».
Н. Пунин заметил, что из сказанного им не следует, что нам сегодня нужно быть импрессионистами. Но направление, которое они указали, лежит перед нами, и мы должны этим путём идти, поскольку никто не указал другого пути развития советской картины. Если бы, по словам Пунина, кто-нибудь указал другие возможности, показал другой принцип построения картины «с учётом всей нарастающей живописной стихии в каждом из нас, развязывая её, как фактор абсолютно прогрессивный и новый в искусстве, я с этим соглашусь».
В заключительном слове Н. Пунин коснулся проблемы формализма, отметив, что у нас очень любят выдвигать довольно мутную проблему формализма, чтобы в этой мутной воде половить рыбку. «Если мы возьмём кубизм или футуризм, возьмём творчество Пикассо, то я лично никакого формализма в этом не усматриваю. Всё это изобретатели, которые не стремились только к созданию новой формы, а это были новые формы потому, что у них было новое чувство. В дальнейшем мы знаем, что Пикассо оказался членом коммунистической партии, что его симпатии к Советскому Союзу зафиксированы определённым образом. Это один из виднейших борцов против фашистского движения во Франции. Это подлинный классический мастер, который вырос на преодолении импрессионизма, в процессе освоения задач, поставленных Сезанном, и которые вновь подняли французское искусство на недосягаемую высоту. Во всяком случае, связывать с импрессионизмом зарождение каких-то формалистических тенденций менее чем основательно».

## Оценки
Доклад Пунина и стенограмма его обсуждения целиком не публиковались, что затрудняет содержательную оценку дискуссии в целом и выступлений отдельных участников обсуждения. Встречающиеся оценки касаются, главным образом, влияния высказываний Пунина и его конфликта с В. Серовым на последовавший тремя годами позже арест и лагерь
А. И. Морозов, называющий Пунина «несравненным знатоком искусства XX века», считает, что тот посвятил своё выступление доказательству главной мысли: «в его понимании импрессионизм требует от художника и учит его «быть искренним и быть современным». Непреходящей школой новаторства ему мыслится творчество Эдуарда Мане, которое нужно рассматривать не как объект подражания, «ледяную доктрину», но как руководство на собственном пути к «новым образам, новым ощущениям».
Показательна оценка взглядов Н. Пунина, данная художником В. И. Малагисом: «Нужно знать Пунина. Он — умный, культурный человек и разбирается в искусстве, особенно в XIX веке, в западноевропейском искусстве и т. д. Всё это я допускаю. Но представьте себе на минуту, если дать возможность Пунину развивать его тенденции конкретно о советском искусстве, что получится. Мне кажется, что мы отодвинулись бы тогда в 1922—1924 годы. Ведь ни слова не было сказано о психологии. Мы должны понимать, что такое искусство в наше время. Это конгломерат больших чувств, это целое соединение больших понятий. Нельзя только говорить о плоскости, о вкусе. Это для нас, советских художников, недостаточно».
«Впечатляет уровень дискуссии. Участие в ней таких фигур, как Н. Пунин и В. Серов, в некотором роде антиподов по своим убеждениям, - пишет С. В. Иванов, - сделало её не просто интересной, но и придало завидную широту взглядов и глубину аргументации, благодаря которым она нисколько не потеряла своей значимости и для наших современников. Н. Пунин, безусловно, блестящий полемист и знаток западного искусства, большой либерал и, как бы сейчас, наверное, сказали, непримиримый противник тоталитарной системы. Тем удивительнее встречать в его публичных суждениях нотки нетерпимости к чужому мнению, претензии на истину в конечной инстанции, обвинения коллег в «реакционности мыслей» и «беспринципности», настаивание на «абсолютной обязательности для всех новых принципов, открытых импрессионистами», требование «раз этот путь открыт, этим путём идти». Автор обращает внимание, что Н. Пунин, говоря о проблемах советской картины, полностью обходит молчанием опыт 1920–30-х годов, работы К. С. Петрова-Водкина, А. Н. Самохвалова, А. А. Дейнеки, С. В. Герасимова, И. И. Бродского. История показала, что развитие советской картины пошло в целом по пути, намеченному в работах этих и ряда других мастеров предвоенных десятилетий.